# Нина (Эстония)
Ни́на (эст. Nina) — деревня в волости Пейпсияэре уезда Тартумаа, Эстония.
До административной реформы местных самоуправлений Эстонии 2017 года входила в состав волости Алатскиви (упразднена).

## География и описание
Расположена на западном берегу Чудского озера. Расстояние до уездного центра — города Тарту — 35 километров. Высота над уровнем моря — 36 метров.
Климат умеренный. Официальный язык — эстонский. Почтовый индекс — 60212.

## Население
По данным переписи населения 2021 года, в Нина насчитывалось 89 жителей, из них 42 (47,2 %) — эстонцы.
По данным переписи населения 2011 года, в деревне проживали 105 человек, из них 38 (36,2 %) — эстонцы.
По данным за 1861 год, в деревне насчитывалось 543 жителя, из них 532 православных и 11 староверов.
Численность населения деревни Нина:
| Год  | 1861 | 2000  | 2009  | 2011  | 2017  | 2018  | 2019  | 2020  | 2021 |
| ---- | ---- | ----- | ----- | ----- | ----- | ----- | ----- | ----- | ---- |
| Чел. | 543  | ↘ 131 | ↘ 121 | ↘ 105 | ↗ 114 | ↘ 113 | ↘ 108 | ↘ 105 | ↘ 89 |

## История
Первыми поселенцами нынешних больших деревень на Чудском озере были русские рыбаки, которые за плату получали от мызников право на ловлю рыбы в местных водоёмах. Таким образом, наряду с деревней Нина, были основаны: в 18 столетии — деревни Роотсикюла, Варнья и Касепяя, в 19-м столетии – деревни Колкья, Сохвья (София, Софийка) и город Калласте.
Деревня Нина является старейшей рыбацкой деревней на берегу Чудского озера. Первые данные о поселениях рыбаков на месте нынешней деревни относятся к 1582 году. Во второй половине 17-го столетия деревня стала практически полностью русской, у которой до сих пор есть её характерные черты: жилые дома расположены фасадами к линии улиц и постройки возведены вокруг закрытого двора, вход в который покрыт крышей. Деревня носила название Нос (буквальный перевод с эстонского слова «nina», эст. Noss Derevnja).
В письменных источниках 1722 года деревня называется Nennalt, 1758 года — Nänna, 1796 года — Nos Derewnija, Nin̄akülla.
В 1847 году в деревне была открыта церковная школа, которая затем стала основной школой и проработала здесь до 1973 года.
В 1977 году, в период кампании по укрупнению деревень, c деревней Нина объединили деревню Нинасоо.

## Происхождение топонима
Как эстонское, так и русское названия ссылаются к носообразной линии берега Чудского озера, на котором расположена деревня (nina — эст. «нос»).

## Достопримечательности
- Возле кладбища деревни Нина находится построенная в 1828 году православная церковь Покрова Пресвятой Богородицы, которую перестроили в форме креста в 1908 году.[9][15] Церковь относится к Московскому патриархату. В ней находится иконостас 18-го столетия. На колокольне храма — шесть колоколов. Самый большой из них имеет вес почти в 47 пудов[15].
- Достопримечательностью деревни является уходящая в озеро каменная гряда, которую в народе называют «мост Калевипоэга». Старинная легенда гласит, что Калевипоэг хотел построить мост через Чудское озеро. Он собрал камни и начал работу. Однако, когда мост был наполовину построен, шторм его разрушил. Осталась только насыпь камней.[9]
- В 1936 году был построен железобетонный маяк Нина[9].

## Галерея

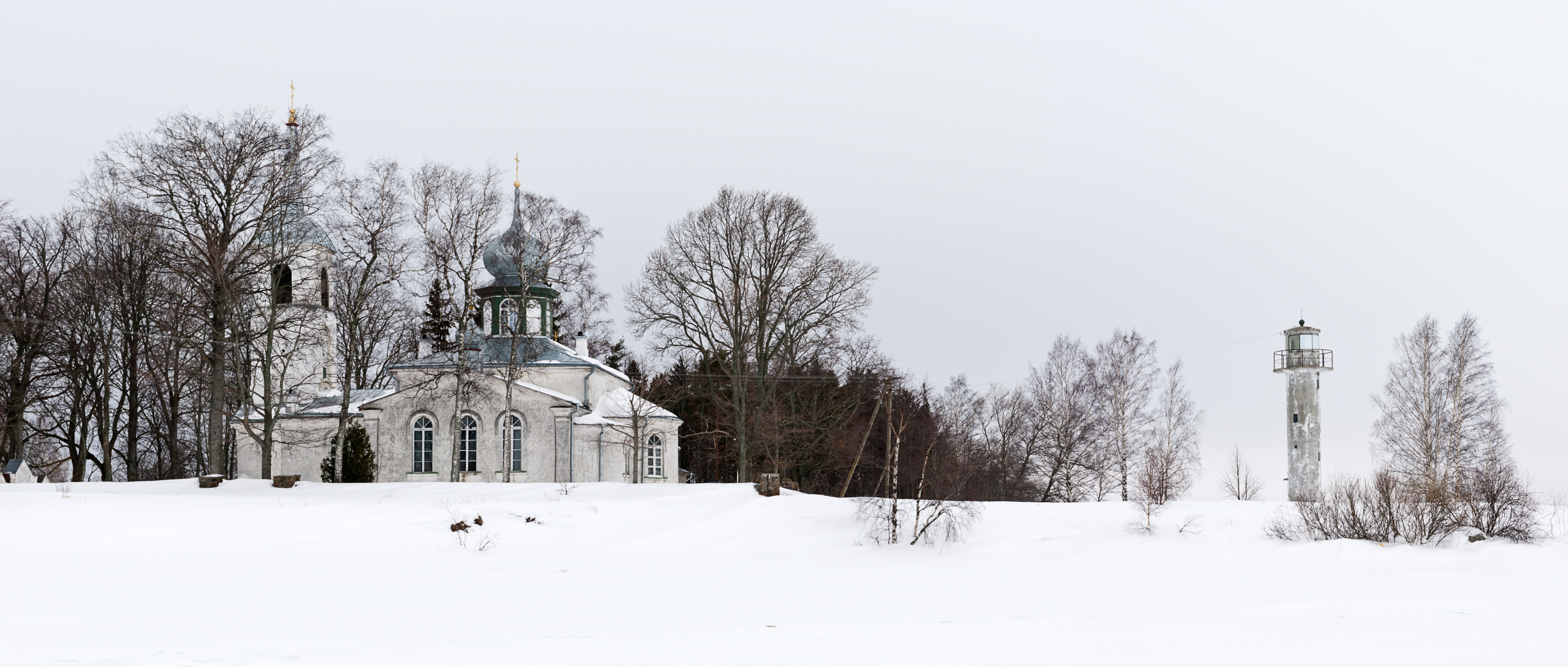
Церковь и маяк деревни Нина в 2011 году
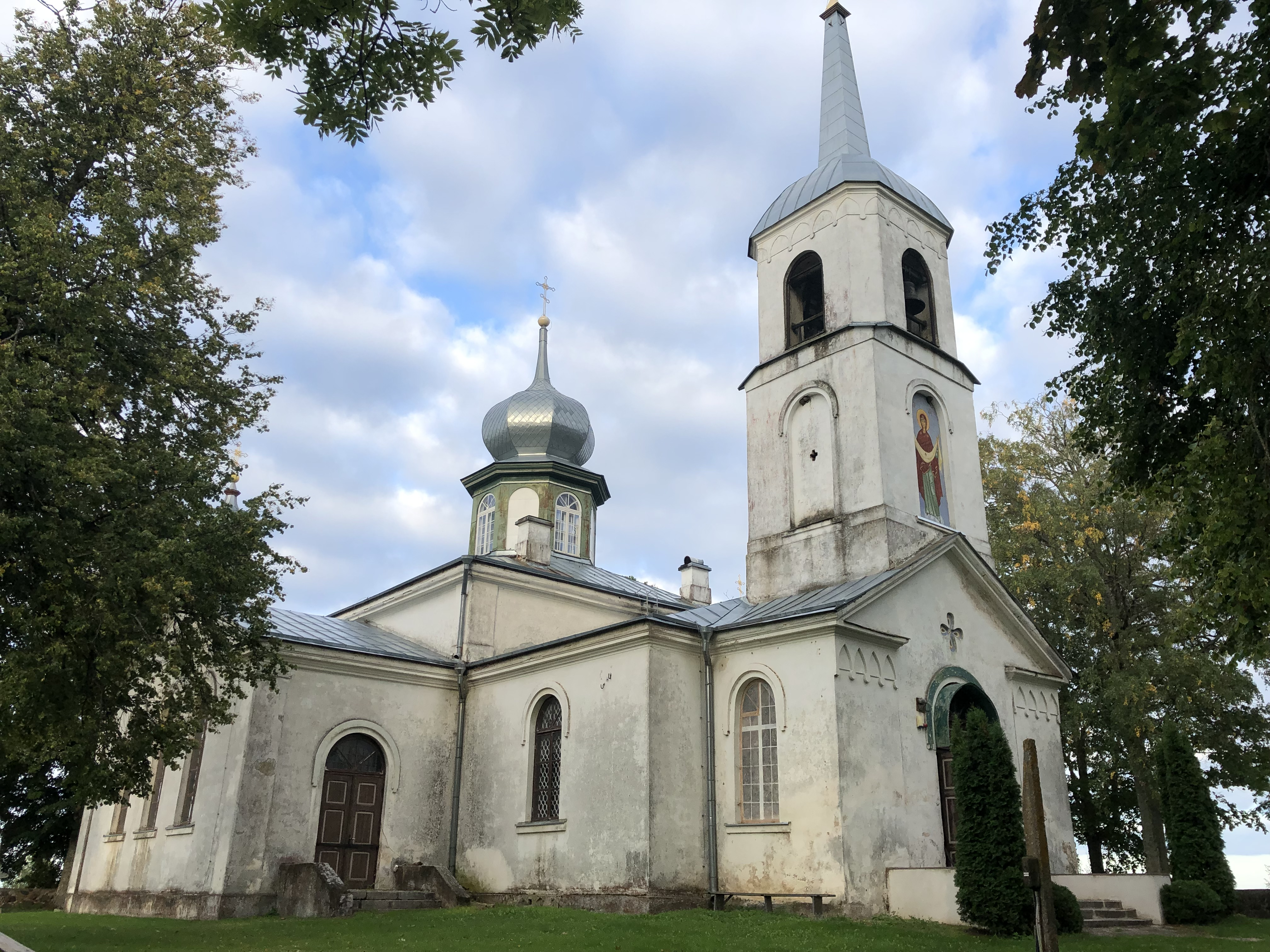
Церковь в 2023 году
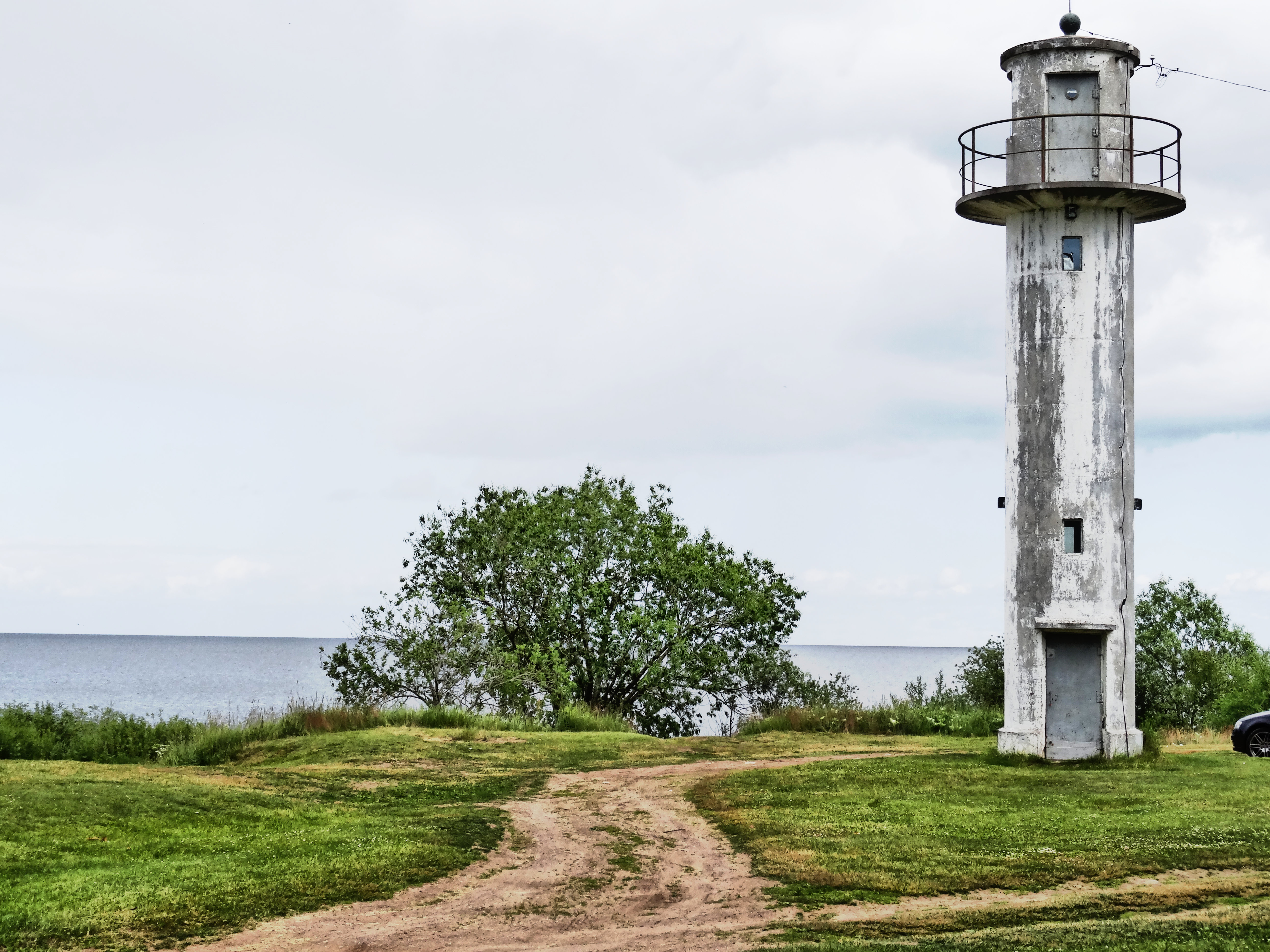
Маяк Нина
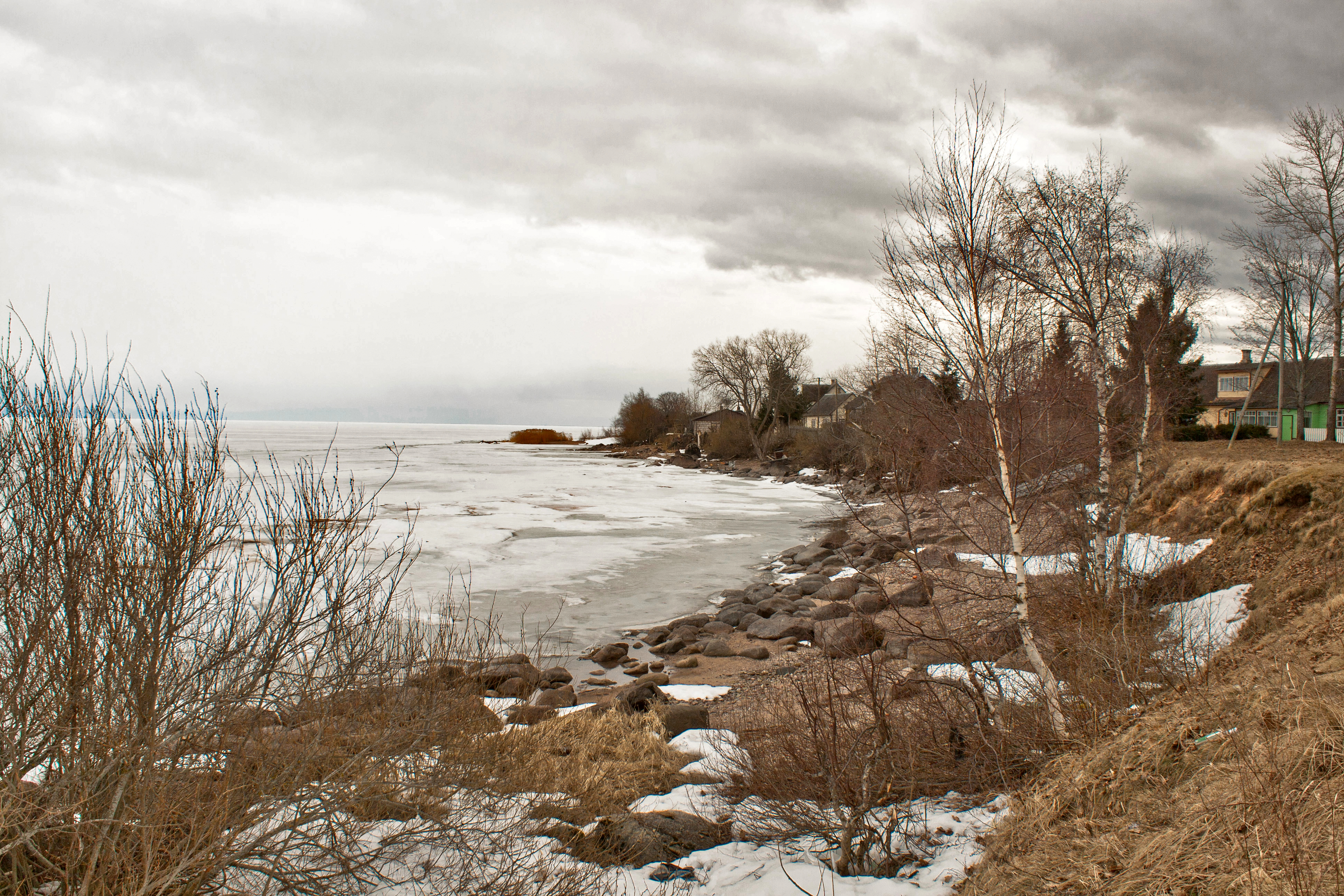
Чудское озеро в деревне Нина весной

## Комментарии
1. ↑  Эстонские топонимы, оканчивающиеся на -а, не склоняются и не имеют женского рода (исключение — Нарва)[5].